# 梁嫕
梁嫕，东汉女性人物，出自安定梁氏，梁竦的长女，大梁贵人、小梁贵人之姊，汉和帝的姨母。
梁嫕嫁给南陽郡人樊调为妻。汉章帝建初八年（83年），因为大小梁贵人得宠，窦皇后派人诬陷梁竦有罪，梁竦下狱而死，梁贵人姊妹则忧愁而亡，家属被流放到九真郡。小梁贵人的儿子后来成为汉和帝。永元九年（97年）闰八月十四日，窦太后驾崩。朝议提出要尊崇皇帝生母。梁嫕此时上书自诉道：“臣妾父亲屈死在牢狱之中，尸骨不得掩埋；母亲年过七十，与弟弟梁棠等人都在绝域，不知道是死是活。臣妾请求准许安葬父亲的朽骨，让我的母亲和弟弟返回故郡。”和帝召见姨母梁嫕，才知道生母梁贵人枉死之状。于是汉和帝追尊母亲小梁贵人为皇太后，谥恭怀，将梁太后及其姐大梁贵人之墓改葬到章帝陵墓之西。将姨夫樊调擢升为羽林左监。追封外祖父梁竦为褒亲侯，葬在梁太后墓旁。召回梁竦的妻儿，将梁竦的儿子梁棠封为乐平侯、梁雍（梁商之父、梁冀祖父）封为乘氏侯、梁翟封为单父侯。